# Suak Pante Breuh
Suak Pante Breuh is een bestuurslaag in het regentschap Aceh Barat van de provincie Atjeh, Indonesië. Suak Pante Breuh telt 282 inwoners (volkstelling 2010).